# Indian Shores
Indian Shores és una població dels Estats Units a l'estat de Florida. Segons el cens del 2000 tenia 1.705 habitants.

## Demografia
Segons el cens del 2000, Indian Shores tenia 1.705 habitants, 989 habitatges, i 483 famílies. La densitat de població era de 1.994,9 habitants/km².
Dels 989 habitatges en un 5,8% hi vivien nens de menys de 18 anys, en un 41,1% hi vivien parelles casades, en un 5,2% dones solteres, i en un 51,1% no eren unitats familiars. En el 42,8% dels habitatges hi vivien persones soles el 17,7% de les quals corresponia a persones de 65 anys o més que vivien soles. El nombre mitjà de persones vivint en cada habitatge era d'1,72 i el nombre mitjà de persones que vivien en cada família era de 2,26.
Per edats la població es repartia de la següent manera: un 6,1% tenia menys de 18 anys, un 2,6% entre 18 i 24, un 19,2% entre 25 i 44, un 40% de 45 a 60 i un 32,1% 65 anys o més.
L'edat mediana era de 56 anys. Per cada 100 dones de 18 o més anys hi havia 93,6 homes.
La renda mediana per habitatge era de 45.000 $ i la renda mediana per família de 61.641 $. Els homes tenien una renda mediana de 45.375 $ mentre que les dones 35.875 $. La renda per capita de la població era de 40.002 $. Entorn del 5,4% de les famílies i el 6,9% de la població estaven per davall del llindar de pobresa.

## Poblacions més properes
El següent diagrama mostra les poblacions més properes.